# Cisalpin
De Cisalpin was een internationale Europese trein die tussen Parijs en Milaan reed. De Cisalpin (letterlijk: deze zijde van de Alpen) volgt wel de route van de Simplon Express maar dankt zijn naam aan de Romeinse benaming voor de Povlakte.

## Moderne geschiedenis
Na de Tweede Wereldoorlog zijn plannen gemaakt om de Simplon Express weer als aparte trein te starten. Nu echter niet met Venetië maar Rome als eindpunt. Frankrijk, Italië en Zwitserland wilden voor deze dienst samen de CASIMIRO (CAlais-SImplon-MIlano-ROma) treinstellen ontwikkelen. In het voorjaar van 1958 liep dit project stuk, waarna SBB besloot om zelf een elektrisch treinstel te ontwikkelen, de RAe TEE II. Deze treinen waren echter pas in april 1961, vier jaar na de start van het TEE-net, gereed, zodat de Cisalpin pas in de zomer van 1961 van start kon gaan.

## Trans Europ Express
De Cisalpin werd op 1 juli 1961 als TEE-trein in de dienstregeling opgenomen en vormde samen met de TEE Gottardo en TEE Ticino de schakel tussen het noordelijke en zuidelijke TEE-net. De tussenhaltes waren Dijon, Vallorbe (vanaf 27 mei 1962), Lausanne, Brig en Domodossola.

### Rollend materieel
Vanaf 1 juli 1961 werden moderne vierstroomtreinstellen van de Zwitserse Bouwserie RAe TEE II ingezet. De treinstellen zijn op 1 oktober 1966 verlengd tot 6 bakken. Op 26 mei 1974 zijn de treinstellen vervangen door getrokken materieel. Hiermee werd het mogelijk het aantal zitplaatsen makkelijker aan de vraag aan te passen, maar de belangrijkste troef van de RAe TEE II, de mogelijkheid om onder alle stroomsystemen te rijden, kwam te vervallen zodat aan de grens weer van locomotief gewisseld moest worden.

#### Tractie
In Frankrijk werd de trein getrokken door lokomotieven van de serie CC 21000, in Zwitserland door een Re 4/4 II TEE en vanaf 1982 door een Re 4/4 IV. In Italië kwam een E 444 voor de trein.

#### Rijtuigen
De rijtuigen waren Franse Inox-rijtuigen voornamelijk van het type Mistral69. Vijf van deze Inox-rijtuigen werden door SBB gekocht en in Lausanne werd een reserve generatorrijtuig gestationeerd.

### Route en dienstregeling

TEE Cisalpin (rood) in het TEE net van 1961

In 1961 hanteerden alle betrokken landen eigen treinnummers zodat in Frankrijk de Cisalpin als TEE 9 en TEE 10 in de dienstregeling stond, in Zwitserland reed de trein met de treinnummers 39 en 50 en in Italië onder de nummers 793 en 792. Vanaf 26 mei 1963 tot 30 mei 1965 gebruikte Zwitserland de treinnummers 35 en 36. Vanaf 30 mei 1965 werd TEE 13 en TEE 14 als gemeenschappelijk treinnummer gebruikt. Op 23 mei 1971 kreeg de Cisalpin de nummers 22 en 23. let op dat het destijds in Italië een uur later was dan in Zwitserland.
| TEE 22 | land        | station            | km  | TEE 23 |
| ------ | ----------- | ------------------ | --- | ------ |
| 16:00  | Italië      | Milano Centrale    | 0   | 22:08  |
| 17:15  | Italië      | Domodossola        | 125 | 20:52  |
| 16:45  | Zwitserland | Brig               | 167 | 19:24  |
| 18:13  | Zwitserland | Lausanne           | 313 | 17:57  |
| 18:46  | Zwitserland | Vallorbe           | 360 | 17:20  |
| 20:17  | Frankrijk   | Dijon              | 507 | 15:36  |
| 22:44  | Frankrijk   | Paris Gare de Lyon | 822 | 13:15  |

Van 26 mei 1974 tot 30 september 1979 werden de inmiddels als nummer 22 en 23 gevoerde verbindingen in de zomermaanden tot Venetië verlengd. De route tussen Venetië en Milaan was : Venezia – Venezia-Mestre – Padova – Vicenza – Verona – Brescia - Milano Centrale. Op 1 juni 1975 werd er nog een tussenstop in Sion toegevoegd en op 28 mei 1978 nog een tussenstop in Dole.

### Natuurgeweld
In de nacht van 6 op 7 oktober 1977 werd Noord Italië getroffen door hevig noodweer, hierdoor werd ook de spoorlijn tussen Iselle di Trasquera en Verbania-Pallanza zwaar beschadigd. De Cisalpin werd als gevolg hiervan ingekort tot het traject Parijs - Lausanne. Reizigers voor Sion en Brig konden tussen Lausanne en Brig gebruikmaken van een extra trein bestaande uit eerste klas rijtuigen van SBB. Op 17 oktober 1977 was de spoorlijn tussen Domodossola en Brig weer hersteld, tussen Domodossola en Milaan echter nog niet. TEE 23 uit Parijs reed vanaf toen door tot Domodossola, waar de reizigers per bus verdergingen naar Stresa. Tussen Stresa en Milaan reed een trein met Italiaanse TEE rijtuigen, die bijna een uur later in Milaan aankwam dan normaal. Voor de terugweg kreeg de TEE naar Parijs het nummer TEE 10022, deze vertrok een half uur later dan de normale dienst en had in Lausanne al bijna een uur vertraging ten opzichte van TEE 22. Vanaf 25 december 1977 liet TEE 23 twee rijtuigen achter in Brig. De volgende dag werd een generatorrijtuig meegestuurd met een andere trein uit Parijs. Aangevuld met een SBB bagagerijtuig vertrokken de drie TEE rijtuigen als TEE 22 op de geplande tijd richting Parijs. De versterkingstrein TEE 10022 reed, met de reizigers uit Milaan, ongeveer een half uur achter de reguliere TEE 22. De normale dienstregeling werd op 15 januari 1978 hervat. In mei 1980 reed de Cisalpin als gevolg van een lawine niet de normale route langs het meer van Genève, maar via de Lötschbergbahn en Neuchâtel om bij Frasne het normale traject weer op te pakken.

## InterCity
Op 21 januari 1984 werd de verbinding deels opgeheven en deels overgenomen door de TGV, zodat een einde kwam aan de Cisalpin als TEE. De TGV 23,26 tussen Parijs en Lausanne reed met de naam Cisalpin, net als de aansluitende intercity (IC 333, 336) tussen Lausanne en Milaan.

## EuroCity
Op 31 mei 1987 zijn zowel de TGV als de IC als EuroCity gekwalificeerd en droegen beiden de naam Cisalpin. Vanaf 28 mei 1989 zijn de Vierstroomtreinstellen teruggekeerd op de Simplonroute als RABe en ingezet op het deel tussen Lausanne en Milaan. EC-Cisalpin reed daarbij van Milaan naar Lausanne, terwijl de terugreis begon in Genève. De rit van Genève naar Milaan werd op 30 mei 1992 geschrapt. Op 22 mei 1993 kwam een einde aan de treindienst van de EC Cisalpin. Door de oprichting van de spoorwegmaatschappij Cisalpino werd de naam voortaan als productnaam gebruikt voor de luxe-treinen tussen Zwitserland en Italië, en niet meer voor een specifieke trein. Het TGV deel is op 23 mei 1993 voortgezet als EC Valais, de Franse naam voor het Kanton Wallis, terwijl het deel tussen Lausanne en Milaan onder de naam EC Vallese, de Italiaanse naam voor het Kanton Wallis, werd gereden.